# Jeetzel
La Jeetzel est une rivière allemande d'une longueur de 73 km qui coule dans les länder de Saxe-Anhalt et de Basse-Saxe. Elle est un affluent de l'Elbe.